# The New Age (album)
Pour les articles homonymes, voir The New Age.
Albums de Canned Heat
Historical Figures and Ancient Heads
(1971) One More River to Cross
(1973)
The New Age est le neuvième album studio du groupe de blues rock américain Canned Heat, sorti en 1973. Il s'agit de leur premier album avec James Shane et Ed Beyer. Clara Ward chante une chanson de l'album. Il s'agira de son dernier enregistrement avant sa mort en 1973. Le célèbre critique musical Lester Bangs se fait licencier du magazine Rolling Stone pour avoir fait une critique « irrespectueuse » de l'album à sa sortie,,.

## Liste des pistes
1. Keep It Clean (Bob Hite) - 2:46
2. Harley Davidson Blues (James Shane) - 2:38
3. Don't Deceive Me (Hite) - 3:12
4. You Can Run, But You Sure Can't Hide (Ed Beyer) - 3:15
5. Lookin' for My Rainbow (Shane) - 5:24
6. Rock and Roll Music (Hite) - 2:29
7. Framed (Jerry Leiber and Mike Stoller) - 5:07
8. Election Blues (Beyer) - 6:04
9. So Long Wrong (Shane) - 5:36

## Personnel[1]
Canned Heat
- Bob Hite – chant
- Henry Vestine – guitare
- Richard Hite – basse
- Adolfo de la Parra – batterie
- James Shane – guitare
- Ed Beyer - piano

Musicien supplémentaire
- Clara Ward - chant sur "Lookin' for My Rainbow"

Production
- Skip Taylor - Producteur
- Jean Stronach - Ingénieur du son